# آرثر مينديز
آرثر مينديز (بالبرتغالية: Arthur Mendes‏) هو سباح برازيلي، ولد في 7 سبتمبر 1993 في Cáceres, Mato Grosso ‏ في البرازيل.